# 旦八镇
旦八镇，是中华人民共和国陕西省延安市志丹县下辖的一个乡镇级行政单位。

## 行政区划
旦八镇下辖以下地区：
旦八村、吊坪村、元峁村、沙渠村、沙坪庄村、双墩村、五里湾村、马莲崾先村、张台村、麻子沟村、墩湾村、槐湾村、甘叶沟村、刘湾村、界湾村、柏叶沟村、石洼庄村和何庄洼村。